# Bön

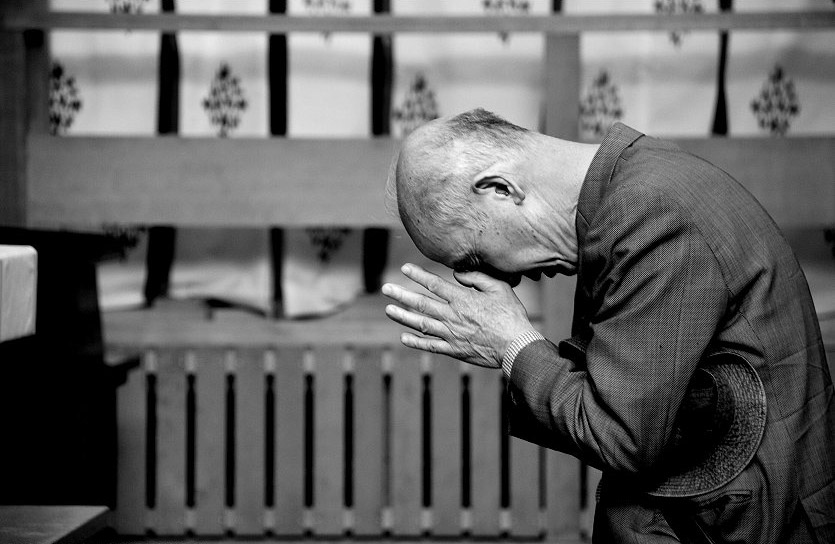
En man som ber på shintovis i en Jinja.

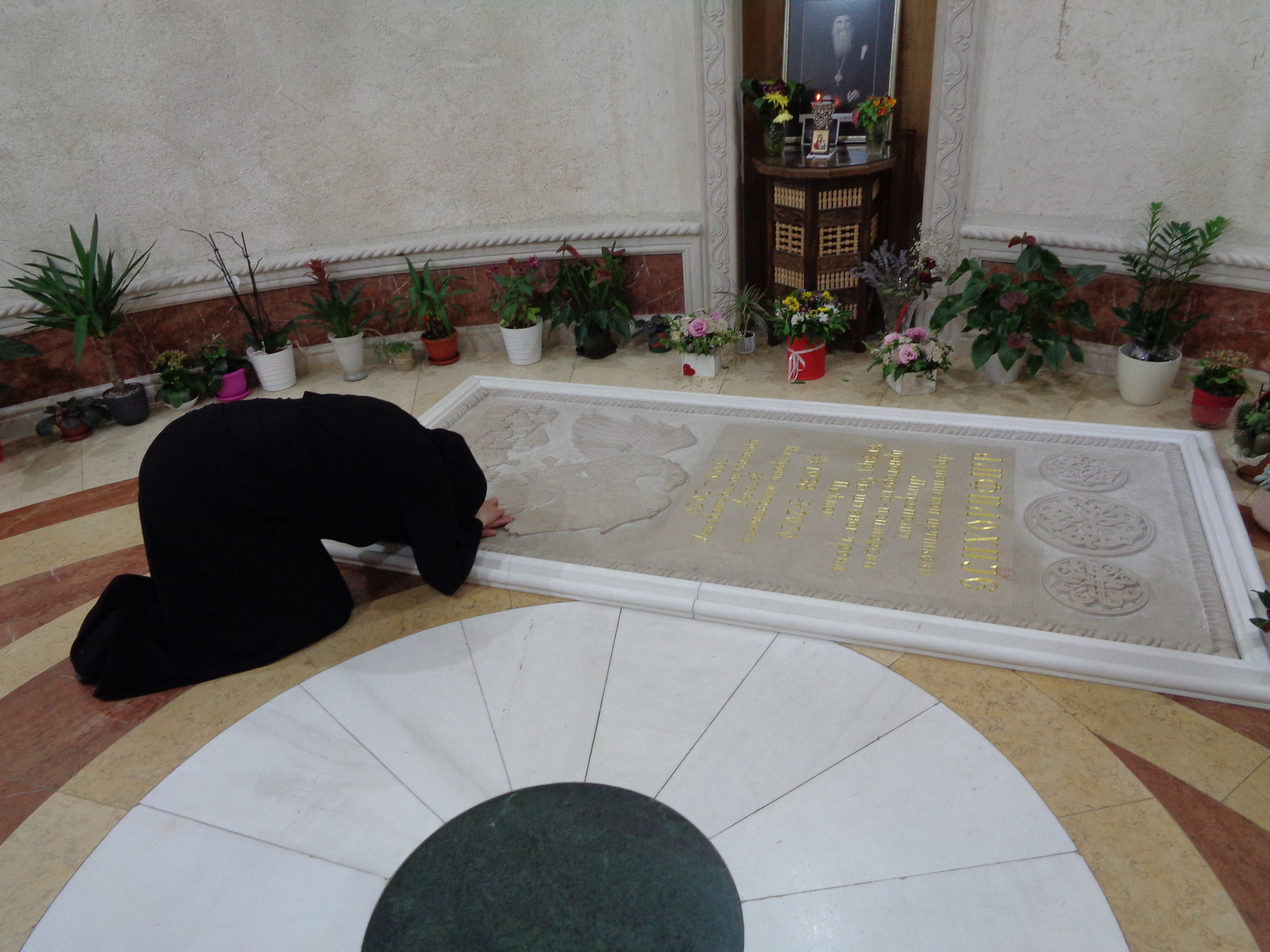
En kvinna ber i katedralen i Podgorica, Montenegro.

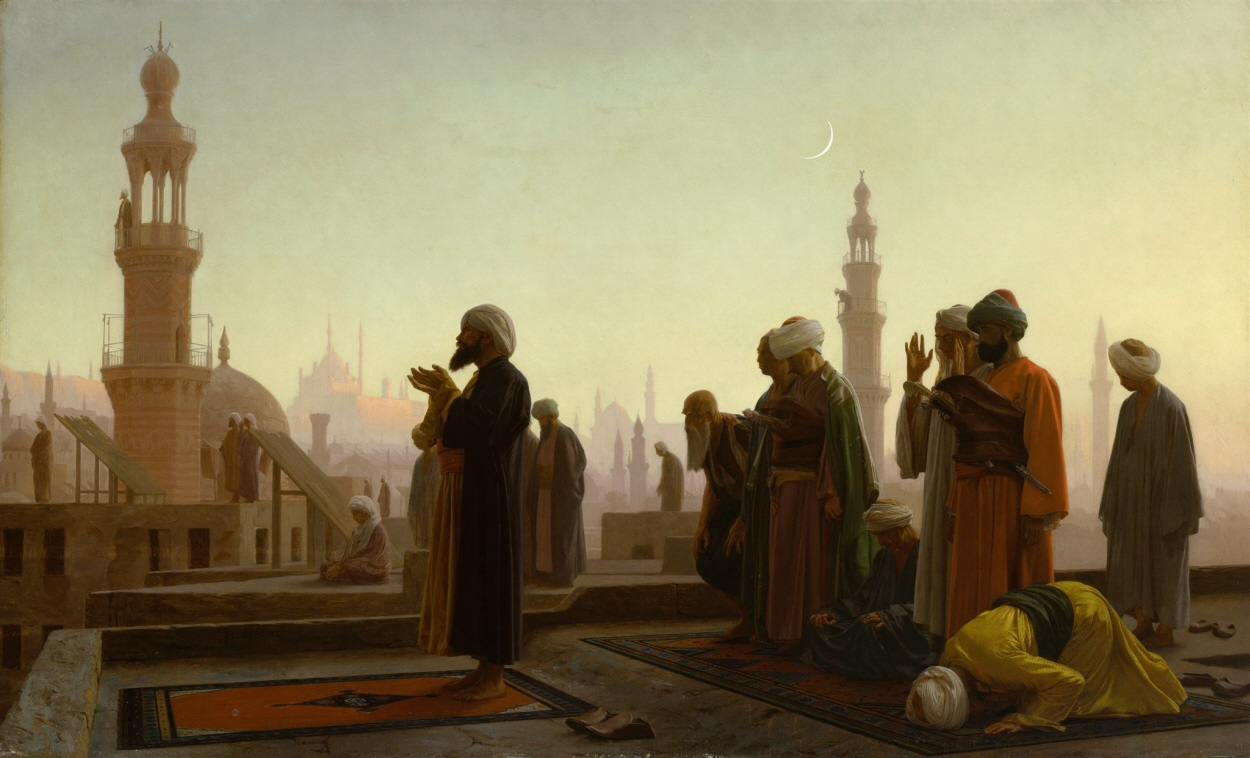
Bedjande muslimer, målning av Jean-Léon Gérôme, 1865.

Bön innebär direktkommunikationen inom religionen, med kontakt mellan den troende och en eller flera gudomar och förekommer inom de allra flesta religioner. Den kan grovt indelas i lovprisning/tacksägelse/tillbedjan (ett exempel är muslimernas salat) och i vädjan/anhållan, alltså ber man om en förmån för sig själv eller andra (t.ex. förbön) och eventuellt beskriver den aktuella situationen, ibland som en klagan (jfr Ps 88). Bönen är ofta formulerad, men kan också vara ordlös (se kontemplation) och kan utföras enskilt eller tillsammans med andra, i hemmet eller i en byggnad tillägnad religionen (tempel, kyrka, moské, kloster, etc). Bönen kan således ha många olika ändamål, och olika religioner och traditioner har utformat bönen på många olika sätt. Besvärjelser och trollformler kan ha samma syfte som vädjan/anhållan, men är snarare försök att genom magiska riter manipulera naturliga eller övernaturliga krafter, oftast på en lägre nivå än den gudomliga i gott eller ont syfte. Prästvälden har genom historien "degenererat" till magi, å andra sidan är jaktmagi bevarad i form av grottmålningar och hällristningar bland de äldsta exemplen på mänsklig vädjan till en högre makt
Vissa religioner vänder sig mot en tillbedjanspunkt, till exempel muslimer mot Mecka, bahá'íer mot Qiblih och i vissa fall judar mot Jerusalem.

## Former för bön

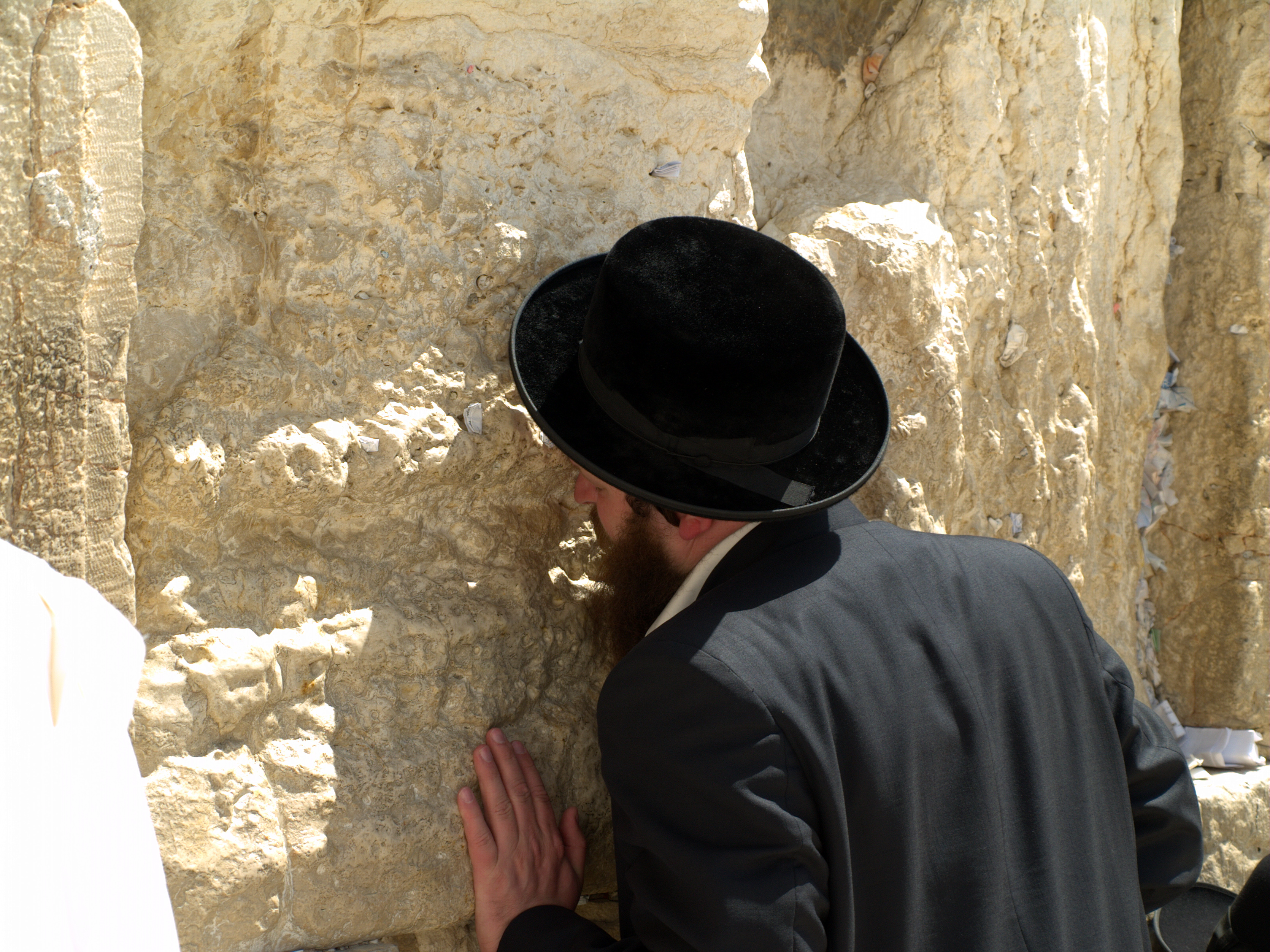
En judisk man ber mot Västra muren i Jerusalem.

De stora andliga traditionerna erbjuder en bred uppsättning av tillbedjande handlingar. Det finns morgon- och kvällsböner, tackböner vid måltider och ärevördiga fysiska gester. Vissa kristna böjer ner huvudet och knäpper sina händer. Indianer dansar. Sufister snurrar runt. Hinduer sjunger. Ortodoxa judar rör sina kroppar fram och tillbaka. Kväkare är tysta. I denna mångfald av metoder finns det även ett flertal sätt att se på bönen och skapa tro:
- Tron att det ändliga verkligen kan kommunicera med det oändliga.
- Tron att det oändliga är intresserat av kommunikation med det ändliga.
- Tron att bönen ämnar inympa vissa attityder hos den bedjande, snarare än att påverka den som mottar bönen.
- Tron att bönen är ämnad att träna den bedjande i koncentration på mottagaren genom filosofi och anti-intellektuell kontemplation.
- Tron att bönen är menad att möjliggöra för individen att nå en direkt upplevelse av den högsta individen vetande att det inte är en individ.
- Tron att bönen är ämnad att förändra själva verkligheten såsom vi uppfattar den.
- Tron att bönen är en katalysator för förändring av sitt Jag och/eller sina omständigheter, eller detsamma för en tredje part.
- Tron att mottagaren begär och uppskattar bönen.

I skrivna källor har man kunnat styrka att bönehandlingen existerade för redan 5000 år sedan.

## Bönehandlingen
Bönen har många olika former. En person kan be privat och individuellt eller tillsammans med andra troende. Bön kan inkorporeras i ett dagligt "tankeliv", där en person är i ständig kontakt med en gud. Vissa människor ber genom allt som händer under dagen och söker vägledning när dagen framskrider. Det finns också en mängd olika svar på bönen, precis som det finns många sätt som ett svar på en fråga kan tolkas, om det faktiskt kommer ett svar. Vissa upplever auditiva, fysiska eller mentala uppenbarelser. Om det faktiskt kommer ett svar brukar tiden och platsen betraktas som slumpmässig. Vissa yttre handlingar förknippas ibland med bön: smörjelse med olja; ringa en klocka; bränna rökelse eller papper; tända ett eller flera ljus; att vända sig åt ett visst håll (till exempel Mecka eller Öster); att göra korstecknet. En annan handling som åtföljer vissa böner är fasta.
En person i bön kan använda sig av ett flertal kroppsliga ställningar för att uttrycka intentionen med bönen (främst för att visa respekt och ödmjukhet): stå; knäböja; prostration; öppna ögonen; blunda; knäppa eller föra samman händerna; höja händerna; hålla andra människors händer; handpåläggning. Böner kan reciteras från minnet, läsas i böneböcker eller sättas samman spontant vid bönetillfället. De kan talas eller sjungas. Böner kan åtföljas av musikaliskt ackompanjemang.

## Bön kontra besvärjelser
De flesta religioner förkastar officiellt magi. Magi ses ofta som motsatsen till religion eftersom magin oftast handlar om att vinna personliga fördelar medan religion innebär självuppoffrande och att tjäna Gud genom att tjäna hans skapelse, t.ex. hjälpa andra människor genom arbete och förbön. De mystiska inslagen i religionen behöver inte nödvändigtvis innebära ett accepterande av magiska inslag, men det är ofta så. Báb (1819 - 1850), en föregångare till skaparna av den allmänt vetenskapsvänliga religionen bahá'í och högt ärad profet av samma religion, satte mycket stor tilltro till numerologi och talmagi. I den renodlade buddhismen ska kretsloppet endast kunna påverkas genom stora personliga andliga ansträngningar. Det ska därmed inte vara möjligt att genom magiska riter eller drycker, trollkonster, besvärjelser, förbannelser, amuletter, etc, manipulera naturliga eller övernaturliga krafter i gott eller ont syfte. Buddhismen är dock uppblandad med äldre, folkliga magiska föreställningar vid sidan av bön och meditation, och den tibetanska buddhismen förutsätter horoskop och andra magiska inslag (t.ex. för att kunna återfinna en återfödd lama). De hinduistiska religiösa verken innehåller ett inte obetydlig inslag av besvärjelser och beskrivningar av magiska riter.
Gud är i de monoteistiska religionerna allsmäktig och det är därför endast bön kan fungera. Magerna var till en början motståndare till Zarathustras lära, zoroastrismen, i det forntida Iran. Från 300-talet f.Kr. hade de dock börjat tjäna zoroastrismen och tillförde rituella och magiska element. I kristendomen förekommer emellertid t.ex. försök att driva ut demoner och exorcism, och utdrivning av demoner beskrivs i Bibeln. "Det stora Babylon" är enligt Jehovas Vittnen ett existerande världsvälde som genom spiritism och demoninspirerade verksamheter motarbetar den sanna religionen. Trots att islam förkastar effekten av besvärjelser och amuletter för att stoppa det dåliga och provocera fram det som är gynnsamt, accepterar man ofta att en del aspekter av magi är verklig. Vissa människor antas enligt Koranen och sunnah kunna praktisera verklig magi genom kontakt med de onda jinnerna.